# آبشار یومبیلا
آبشار یومبیلا (به انگلیسی: Yumbilla Falls) آبشاری است در کشور پرو که ۸۹۶ متر ارتفاع دارد.  این آبشار پنجمین آبشار بلند جهان است وارتفاع کلی ریزشگاه آن ۲۹۳۸ پا / ۸۹۶ متر است.